# Ги Лафлер
Ги Лафлер (енгл. Guy Lafleur; Терсо, 20. септембар 1951 — Монтреал, 22. април 2022) био је канадски професионални хокејаш.

## Биографија
Први је играч у историји НХЛ-а који је постигао педесет голова у шест узастопних сезона, као и педесет голова и сто поена у шест узастопних сезона. Између 1971. и 1991. године, Лафлер је играо на позицији десног крила за Монтреал канадијансе, Њујорк ренџерсе и Квебек нордиксе у каријери која је трајала седамнаест сезона и пет шампионата Стенли купа 1973, 1976, 1977, 1978. и 1979. године. Лафлер је 2017. године проглашен за једног од сто највећих НХЛ играча свих времена.
Лафлер је 1988. године ушао у хокејашку Кућу славних.